# 解儁
解儁（?—?），中国三国時代武将。
曹魏初年，北狄强盛，侵扰边塞。自高柳以东，濊貊以西，鲜卑数十部，轲比能、弥加、素利分地盘统辖，各有分界；于是共同约定发誓，都不能用马与中原交易。黄初元年（220年），魏文帝派田豫为持节护乌丸校尉，牽招使持节护鲜卑校尉，屯昌平。解儁一同监督鮮卑族。边民亡命在鲜卑的人有一千多户。牽招、解儁广布恩信，招诱降附。建义中郎将公孙集等，率领部曲，全部归顺；使还本郡。又安抚鲜卑素利、弥加等十馀万落。